# Christiaan Welmeer
Christiaan Welmeer (gedoopt Amsterdam, 24 oktober 1742 – aldaar, 19 oktober 1814) was een Nederlands beeldhouwer en tekenaar.

## Leven en werk
Welmeer was een zoon van Christiaan Welmeer sr. (1715-1783) en Eva Hompes. Hij bleef ongehuwd. Welmeer werd opgeleid door zijn vader, die meester-beeldhouwer was. Hij was lid van het Sint-Lucasgilde en de Stadstekenacademie. Hij won in 1771 een boetseerprijs en in 1778 een tekenprijs van de academie. Hij werd in december 1778 ingeschreven als poorter van Amsterdam.
In 1801 werd Welmeer benoemd tot stadsbeeldhouwer van Amsterdam, als opvolger van Anthonie Ziesenis. Toen Lodewijk Napoleon het Amsterdamse stadhuis liet ombouwen tot koninklijk paleis, liet hij aan de voorzijde een balkon toevoegen, waarvoor Welmeer het smeedwerk met de Generaliteitsleeuw ontwierp. De koning liet ook het het Quartier Saint-Charles (later: Oranje-Nassau Kazerne) bouwen, naar een ontwerp van Abraham van der Hart, waarvoor Welmeer de invulling van de frontons  verzorgde.
Christiaan Welmeer overleed rond zijn 72e verjaardag. Van Eijnden en Van der Willigen noemden hem een aantal jaren later in hun naslagwerk "als Beeldhouwer gansch niet onverdienstelijk". Hij werd als stadsbeeldhouwer opgevolgd door P.J. Gabriël.

## Enkele werken
- 1803 metronoom Felix Meritis, collectie Rijksmuseum Amsterdam.[6]
- 1808 ontwerp hekwerk voor nieuw balkon aan het paleis op de Dam.
- 1811 invulling frontons voor de Oranje-Nassau Kazerne aan de Sarphatistraat, Amsterdam.

## Galerij

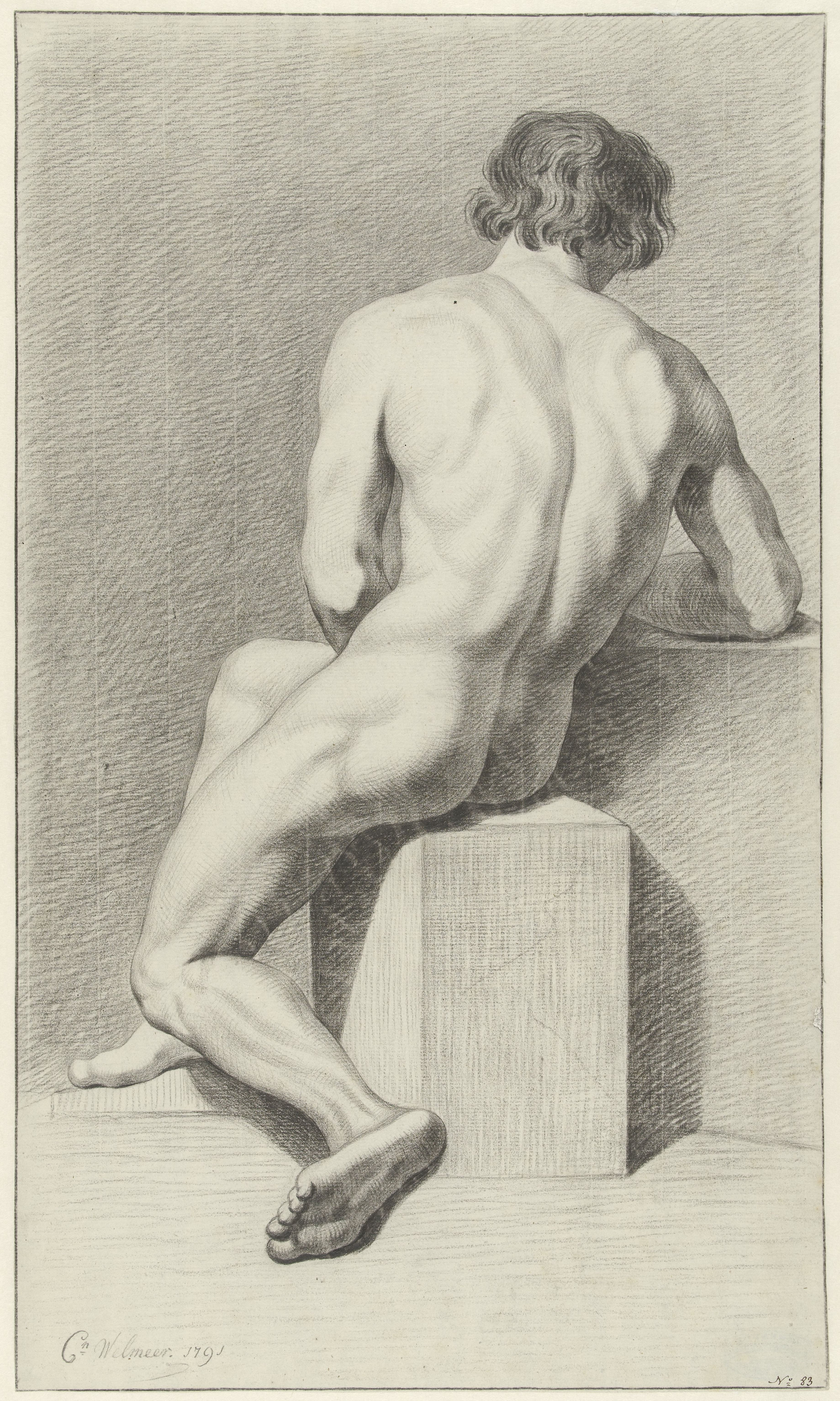
Zittend mannelijk naakt, op de rug gezien (1791)
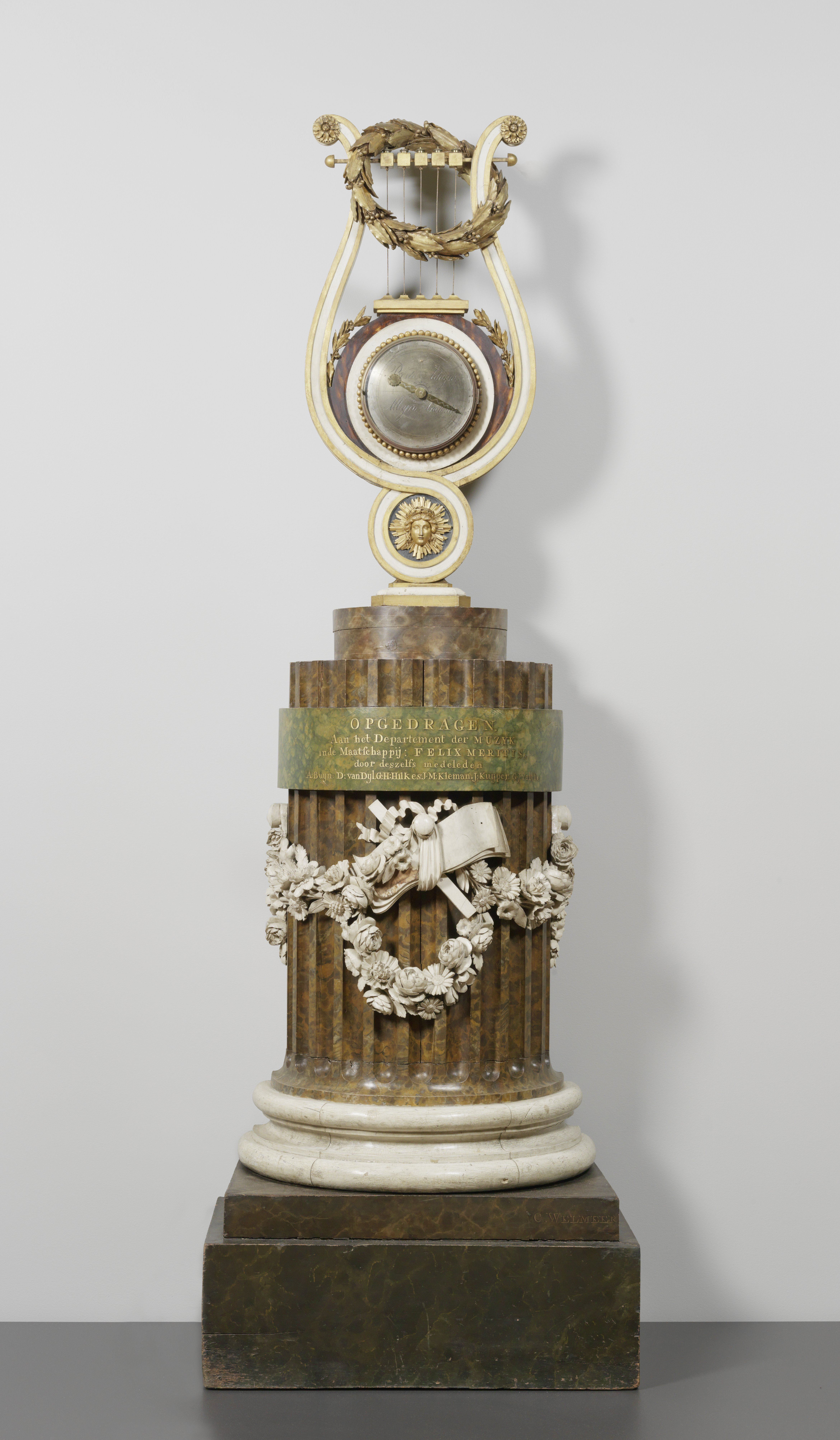
Metronoom (1803)
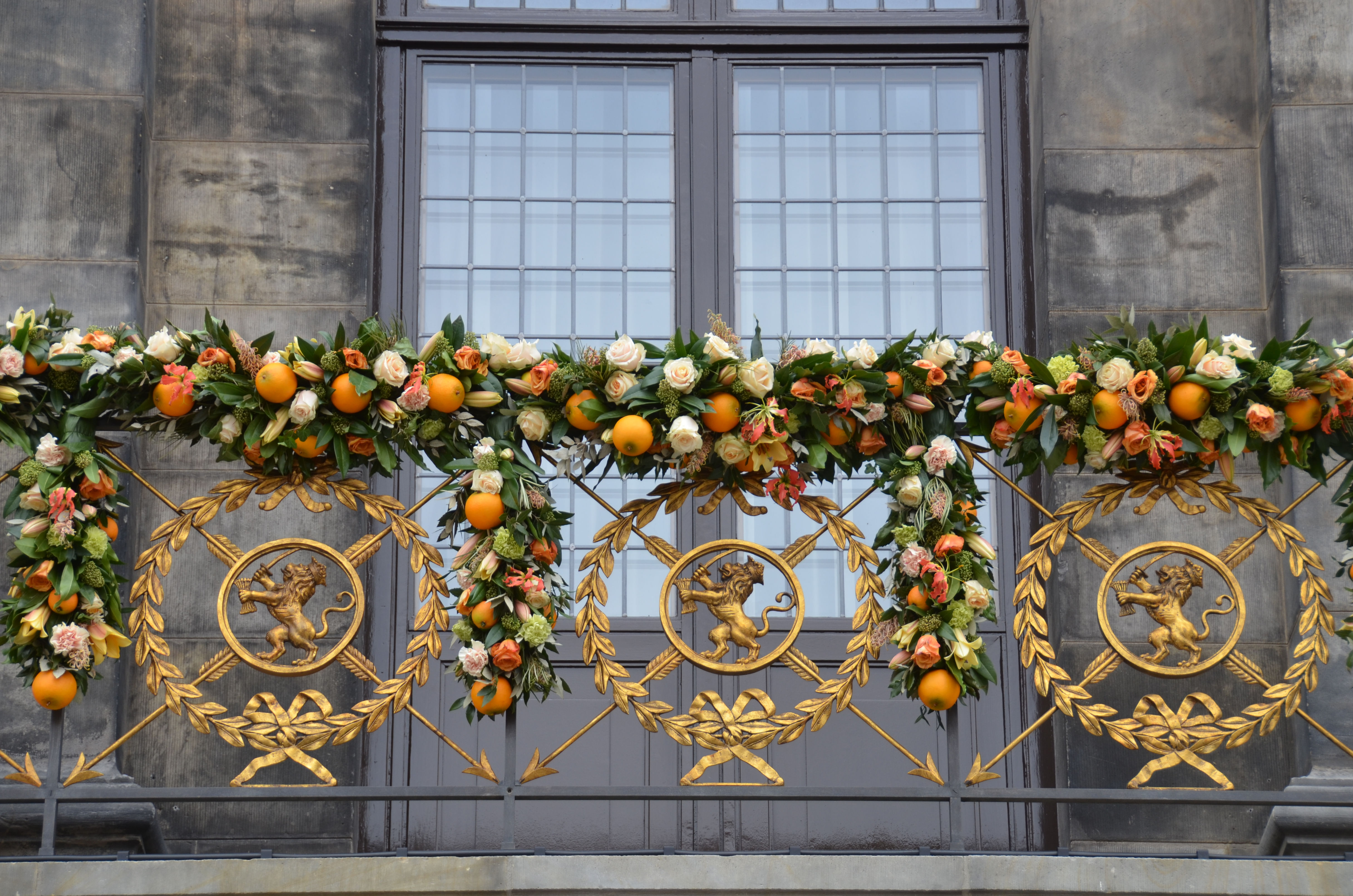
Balkonhek (1808) van het Paleis op de Dam
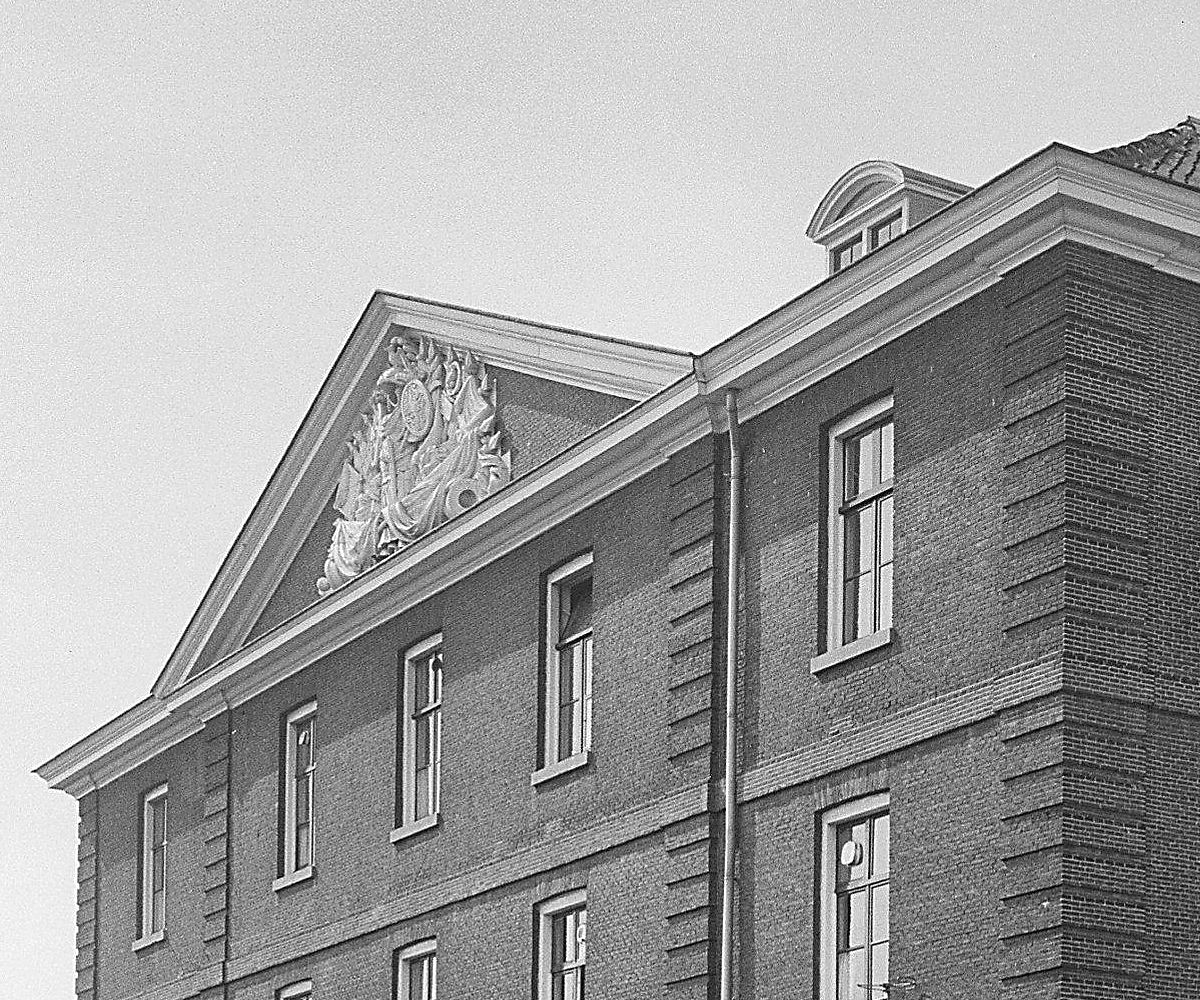
Frontonvulling (1811) zijgevel Oranje-Nassau Kazerne

- Biografisch Portaal: 08294302
- RKD-Nederlands Instituut voor Kunstgeschiedenis: 361864